# Tower Lakes

Położenie Tower Lakes w hrabstwie Lake w Illinois

Tower Lakes – wieś w Stanach Zjednoczonych, w stanie Illinois, w hrabstwie Lake.